# John Heard (basket-ball)
Pour les articles homonymes, voir John Heard.
John Heard, né le 11 février 1939, à Adélaïde, en Australie, est un ancien joueur australien de basket-ball.